# Szekessya freyi
Szekessya freyi is een keversoort uit de familie platsnuitkevers (Salpingidae). De wetenschappelijke naam van de soort werd in 1960 gepubliceerd door Kulzer.